# Vlag van Morayshire
De vlag van Morayshire is de vlag van het Schotse graafschap Morayshire. De vlag werd op 28 oktober 2023 geregistreerd bij het Flag Institute.

## Geschiedenis
Op 24 januari 2023 kondigde de Moray Lieutenancy een wedstrijd aan om een vlag voor het graafschap te krijgen. De wedstrijd ging op 27 februari van start en duurde vier weken, samen met een soortgelijke wedstrijd in het naburige Banffshire. Beide wedstrijden sloten op 24 maart. De 626 inzendingen van de wedstrijd werden eind april door een jury geselecteerd uit vier finalisten, die vanaf 27 juni konden stemmen tot 8 augustus. De ontwerpster van het winnende ontwerp, Aila Gibson van de Dallas Primary School, hees de vlag tijdens een officiële openingsceremonie op 28 oktober in het stadhuis van Elgin. De vlag werd tegelijkertijd gehesen in Forres, Lossiemouth en Fochabers.